# Rötträklokrypare
Rötträklokrypare (Allochernes wideri) är en spindeldjursart som först beskrevs av Carl Ludwig Koch 1843.  Rötträklokrypare ingår i släktet Allochernes och familjen blindklokrypare. Enligt den finländska rödlistan är arten nära hotad i Finland. Arten är reproducerande i Sverige. Artens livsmiljö är lundskogar, där den främst lever i murken ved i levande, grova lövträd, främst ek..

## Underarter
Arten delas in i följande underarter:
- A. w. phaleratus
- A. w. wideri